# Trie-Château
Trie-Château este o comună nouă franceză situată în departamentul Oise, în regiunea Hauts-de-France. A fost creată la 1 ianuarie 2018.
Aceasta a rezultat din reunirea a două comune în 2018: Villers-sur-Trie și fosta comună Trie-Château, care au devenit „comune delegate”.

## Geografie

### Localizare
Trie-Château este un târg din regiunea Vexin francez, situat în vecinătatea orașului Gisors, la est, și la 25 km sud-vest de Beauvais, 34 km nord-vest de Pontoise și 54 km sud-est de Rouen. Este traversat de fosta rută națională 181 și de varianta sa ocolitoare (actuala RD 981), care leagă Gisors de Beauvais. Situată în departamentul Oise, comuna se află la granița cu departamentul Eure.

### Comune limitrofe
| Éragny-sur-Epte | Flavacourt | Énencourt-Léage              |
| Gisors (Eure)   |            | Trie-la-Ville                |
|                 | Chambors   | Chaumont-en-Vexin Delincourt |

### Hidrografie
Comuna se află în bazinul hidrografic Seine-Normandie. Este traversată de râurile Troesne, Aunette și de diverse alte cursuri de apă mai mici.
Troesne, cu o lungime de 27 km, își are izvorul în comuna Hénonville și se varsă în râul Epte la Gisors, după ce traversează douăsprezece comune.

### Clima
În 2010, clima comunei este de tipul climatului oceanic degradat al câmpiilor din Centru și Nord, conform unui studiu al Centrului Național de Cercetare Științifică (CNRS) pe baza unui set de date care acoperă perioada 1971-2000 bazat pe o serie de date din perioada 1971-2000. În 2020, Météo-France a publicat o tipologie a climatului pentru Franța metropolitană, în care comuna este expusă unui climat oceanic și se află în regiunea climatică Sud-vest a bazinului Parisian, caracterizată printr-o ploaie redusă, în special primăvara (120-150 mm) și un iarnă rece (3,5 °C).
Pentru perioada 1971-2000, temperatura anuală medie este de 10,7 °C, cu o amplitudine termică anuală de 14,4 °C. Cumulul anual mediu de precipitații este de 726 mm, cu 11 zile de precipitații în ianuarie și 7,8 zile în iulie. Pentru perioada 1991-2020, temperatura medie anuală observată la stația meteorologică Météo-France cea mai apropiată, situată în comuna Jaméricourt la 5 km distanță, este de 11,0 °C, iar cumulul anual mediu de precipitații este de 695,7 mm.
Parametrii climatici ai comunei au fost estimați pentru mijlocul secolului (2041-2070) conform diferitelor scenarii de emisie de gaze cu efect de seră, bazate pe noile proiecții climatice de referință DRIAS-2020. Aceștia pot fi consultați pe un site dedicat publicat de Météo-France în noiembrie 2022.

## Urbanism

### Tipologie
La 1 ianuarie 2024, Trie-Château este clasificată drept târg rural, conform noii grile comunale de densitate în șapte niveluri definită de INSEE (Institutul Național de Statistică și Studii Economice) în 2022. Face parte din unitatea urbană Gisors, o aglomerație inter-regională care cuprinde trei comune, dintre care Trie-Château este o comună de suburbie.  În plus, comuna face parte din aria metropolitană a Parisului, fiind una dintre comunele de la periferie, această zonă reunind 1.929 de comune.

## Toponimie
Numele localității este atestat sub diverse forme de-a lungul timpului: Tretum în secolul al XI-lea, Tria în secolul al XII-lea (1129), Treia în 1195 și Tria villa în 1337.
Albert Dauzat și Charles Rostaing au comparat numele Trie cu Trilbardou (Seine-et-Marne, Tria în jur de 1172), Trilport (Seine-et-Marne, Tria portus în 1221) și Treix (Haute-Marne, Trie în 1188), considerând că acestea provin din termenul francic thresk, care înseamnă „pârloagă”. Probabil, ei se referă la termenul din francica veche de jos thresk, care ar fi desemnat inițial un „teren necultivat, sălbatic, teren în paragină, pârloagă”.
În timpul Revoluției, comuna, denumită atunci Trie-Château (scrisă și Trye), a purtat numele de Trye-sur-Troesne** .
În ceea ce privește cătunul Villers-sur-Trie, numele localității este menționat sub formele Villers în 1793 și Villers-sur-Trie în 1801. Etimologie: provine din termenul latin vulgar villare, care înseamnă „fermă”.

## Istorie
Devierea de la Trie-Château pe drumul RD 981 a fost dată în folosință la sfârșitul anului 2017, permițând celor 6.000 de mașini și 900 de camioane care circulă zilnic pe acest traseu să evite centrul localității și trecerea alternativă pe sub poarta fortificată.

### Fuziunea comunelor
Trie-Château este o comună nouă formată în 2018 prin fuziunea comunelor Villers-sur-Trie și fosta comună Trie-Château, care au devenit comune delegate ale noii colectivități teritoriale.
Această fuziune a celor două foste comune, care colaborau deja anterior, în special pe subiecte precum canalizarea apei sau cantina, și solicitată de cele două consilii municipale, este justificată în principal de dorința aleșilor locali de a face față scăderii alocațiilor financiare din partea statului.
Reședința sa este stabilită la Trie-Château.

## Populația și societatea

### Date demografice
Evoluția numărului de locuitori este cunoscută prin recensămintele populației realizate în comună încă de la înființarea sa.
În 2022, comuna număra 1878 locuitorii.
| An        | 2018 | 2019 | 2020 | 2021 | 2022 |
| --------- | ---- | ---- | ---- | ---- | ---- |
| Populație | 1934 | 1935 | 1914 | 1896 | 1878 |

## Cultura locală și patrimoniul

### Locuri și monumente

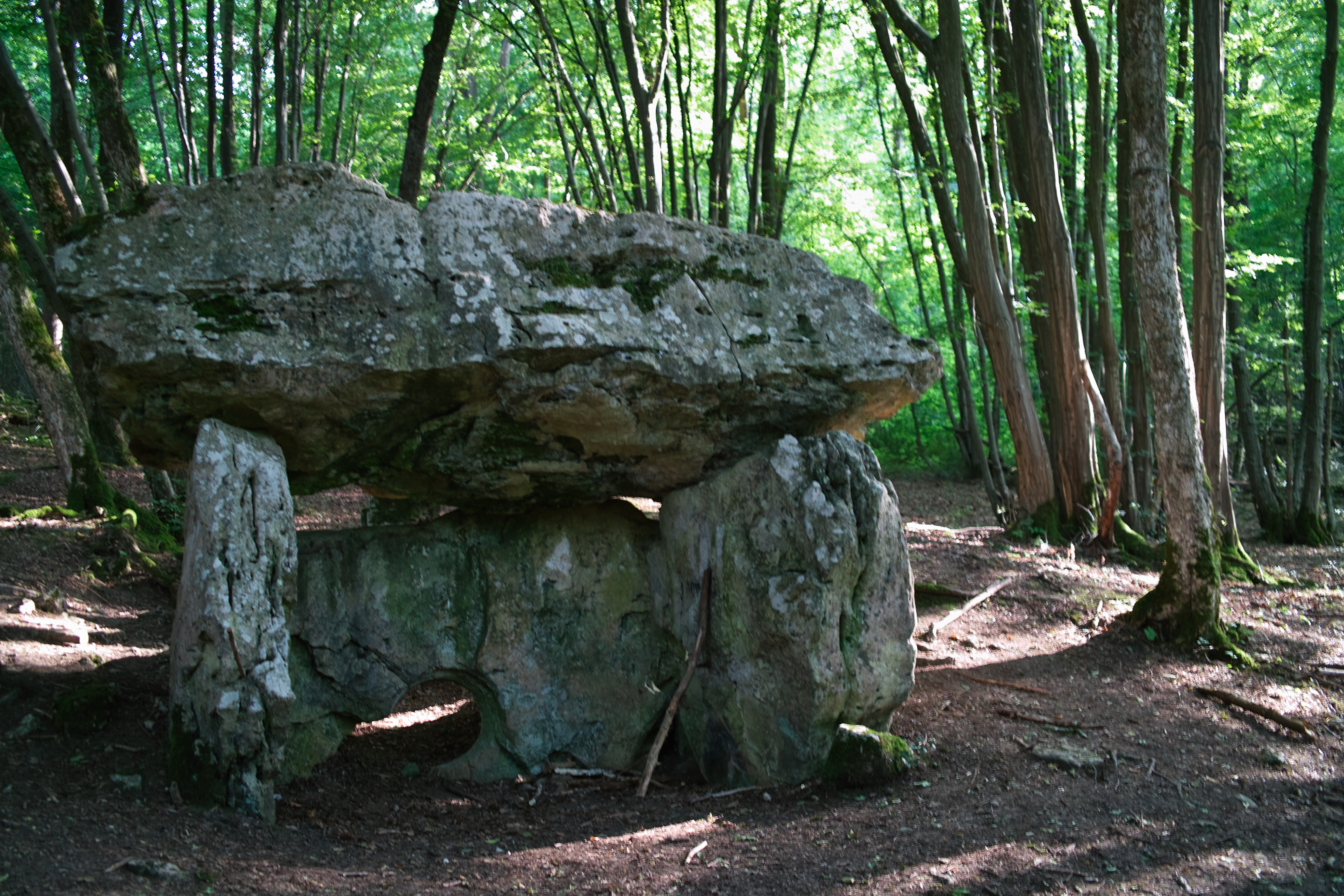
Dolmenul Trois Pierres.

- Dolmenul Trois Pierres, situat în La Garenne (clasat monument istoric prin lista din 1862[40]).
- Biserica Sainte-Madeleine (clasată monument istoric prin lista din 1862[41][42][43]):

Organizată pe o axă longitudinală, aceasta este compusă dintr-un nartex roman târziu din anii 1160; o navă unică, în stil roman, datând din jurul anului 1100; și un cor gotic cu două travee, adăugat aproximativ o sută de ani mai târziu.
Nartexul, cu fațada sa bogat decorată și fostul portal lateral nord, de asemenea ornamentat cu lux, reprezintă una dintre cele mai extravagante opere romanice din Vexin. Este adesea comparat cu brațul nordic al transeptului bisericii Saint-Étienne din Beauvais. Totuși, doar parterul este autentic, cu excepția unor elemente deteriorate, refăcute aproape identic în timpul restaurărilor din 1860-1867. Părțile superioare sunt o creație neo-romană imaginată de arhitectul Aymar Verdier.
La interior, nartexul a fost modificat sau, posibil, nu a fost niciodată finalizat, deoarece nu este boltit, iar există dubii că ar fi fost vreodată intenționat astfel. Este integrat în navă, dar impresionează prin decorațiunile interioare ale ferestrelor, aproape identice cu elevațiile exterioare.
Nava propriu-zisă are un interes redus, însă împărtășește cu nartexul o șarpantă gotică , cu o grindă sculptată și capete de grindă (engoulants) sub formă de capete grotesce de om, realizate într-un stil rustic și naiv.
Un arc triumfal simplu, de dimensiuni reduse, deschide accesul către corul gotic, construit în jurul anului 1200 pe locul fostului sanctuar romanic.
Acest cor reprezintă singura parte a bisericii boltită pe ogive. Arhitectura sa este de un nivel ridicat, evidențiată de decorațiunile ferestrelor, dar face compromisuri economice, precum zidăria din bolovani și colonetele nemonolitice. Absida plată este iluminată de un triptic, amintind de un triptic cu trei ferestre romanice provenind din Trie-Château, care este expus la Victoria and Albert Museum.
- Castelul din Trie (inclus în lista monumentelor istorice în 1956[46]):

Proprietate tradițională a ducilor de Longueville, acesta a fost transferat în 1694 lui François Louis de Bourbon-Conti. Nepotul său, François Louis de Bourbon-Conti, l-a pus la dispoziția lui Jean-Jacques Rousseau în 1767.
Castelul a fost achiziționat de Joseph-Arthur de Gobineau în 1857 și transformat ulterior în sediu de primărie.
Clădirea actuală este formată din turnul din secolul al XI-lea, cu scara sa boltită din secolul al XVI-lea, zidul de incintă, turnurile semicirculare de la colțul vestic al castelului și turnul estic, transformat în locuință. Aceste elemente provin în special din modificările realizate la fortăreața medievală în secolul al XV-lea.
Aceste structuri au fost păstrate în timpul Revoluției ca omagiu adus lui Jean-Jacques Rousseau, care a locuit aici timp de un an, în timp ce „castelul nou” din secolul al XVII-lea a fost complet demolat.
- Auditoriul de justiție (fostul hotel de ville din Trie-Château), construit între 1170 și 1190, clasat monument istoric prin lista din 1862[48][49].

Clădirea a servit drept auditoriul înaltei justiții senioriale din perioada mijlocie a Evului Mediu până la Revoluția Franceză. Ulterior, a fost folosită ca sediu al primăriei până în 1980.
Este unul dintre rarele edificii civile din epoca romană care au supraviețuit în nordul Franței. Campanila a fost adăugată în secolul al XIX-lea pentru a găzdui ceasul public realizat de Auguste-Lucien Vérité, cunoscut și ca autor al Ceasului astronomic din Beauvais.
- Poarta fortificată a orașului din secolul al XV-lea (clasată monument istoric în 1936[50]) este un vestigiu al primului zid de incintă al fortăreței din Trye, care apăra granița Domeniului Regal, în fața fortăreței normande din Gisors.

Aceasta reprezintă, așadar, o consecință a semnării tratatului de la Saint-Clair-sur-Epte, care a consfințit în 911 crearea ducatului Normandiei.
- Un turn de incintă transformat în casă de locuit (inclus în lista monumentelor istorice prin ordinul din 10 mai 1958[52], situat lângă bibliotecă, în piața bisericii).

- Se mai pot menționa, de asemenea:

- Biserica Saint-Denis din Villiers-sur-Trie.
- Parcul mare al castelului.

### Personalități
- Jean-Jacques Rousseau (1712-1778), filosof care a locuit la Trie-Château din iunie 1767 până în iunie 1768, unde a compus muzica motetului Quam dilecta Tabernacula pe versuri de Madame de Nadaillac, stareța de Gomerfontaine, și a redactat cartea a VI-a a autobiografiei sale Confesiunile.
- Charles-François Dupuis (1742-1809), om politic și savant.
- Joseph Arthur de Gobineau (1816-1882), castelan și primar al localității Trie.